# PlayStation Multitap
 (novembre 2019).
Si vous disposez d'ouvrages ou d'articles de référence ou si vous connaissez des sites web de qualité traitant du thème abordé ici, merci de compléter l'article en donnant les références utiles à sa vérifiabilité et en les liant à la section « Notes et références ».

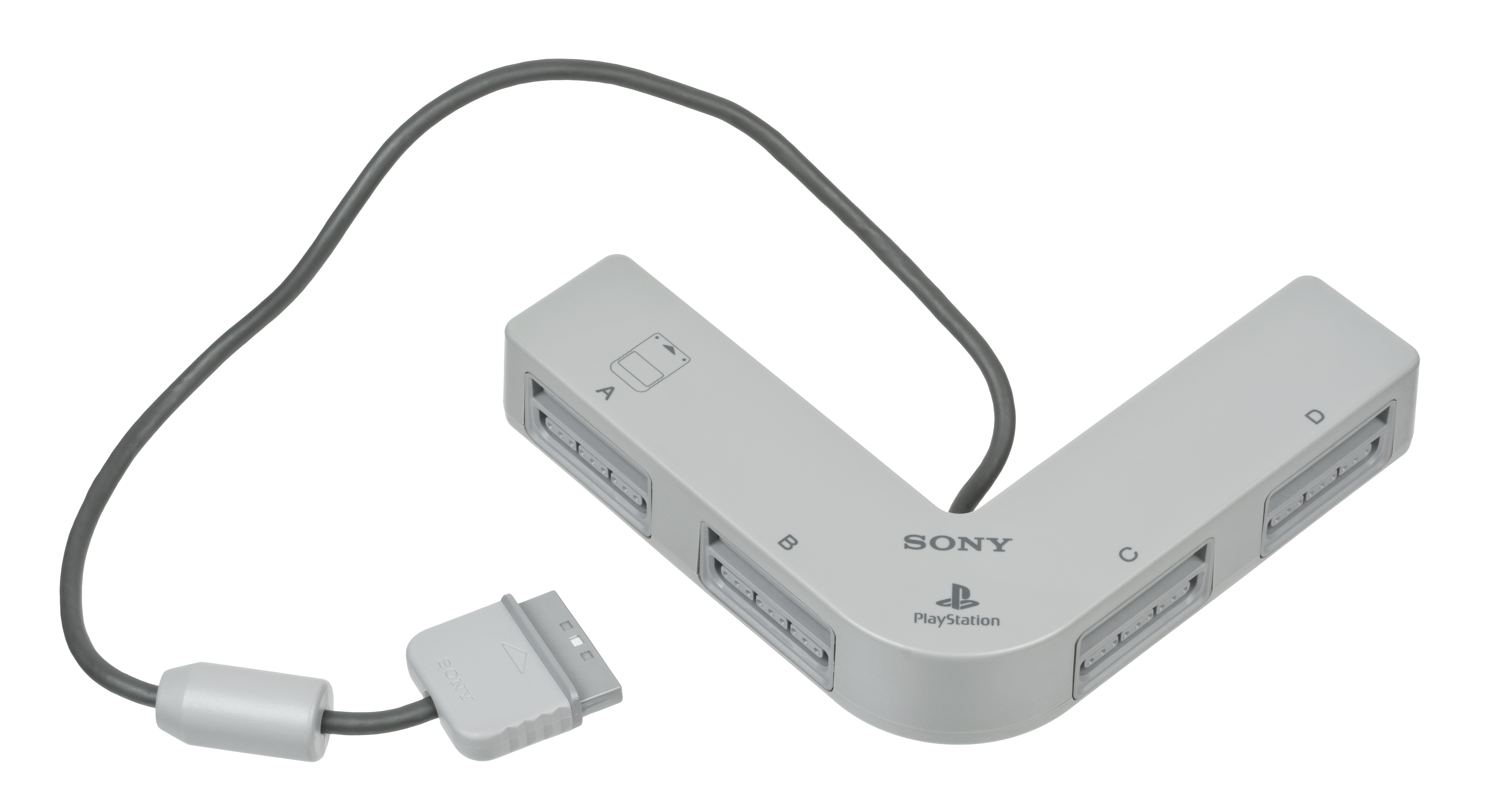
Un Multitap officiel pour PlayStation

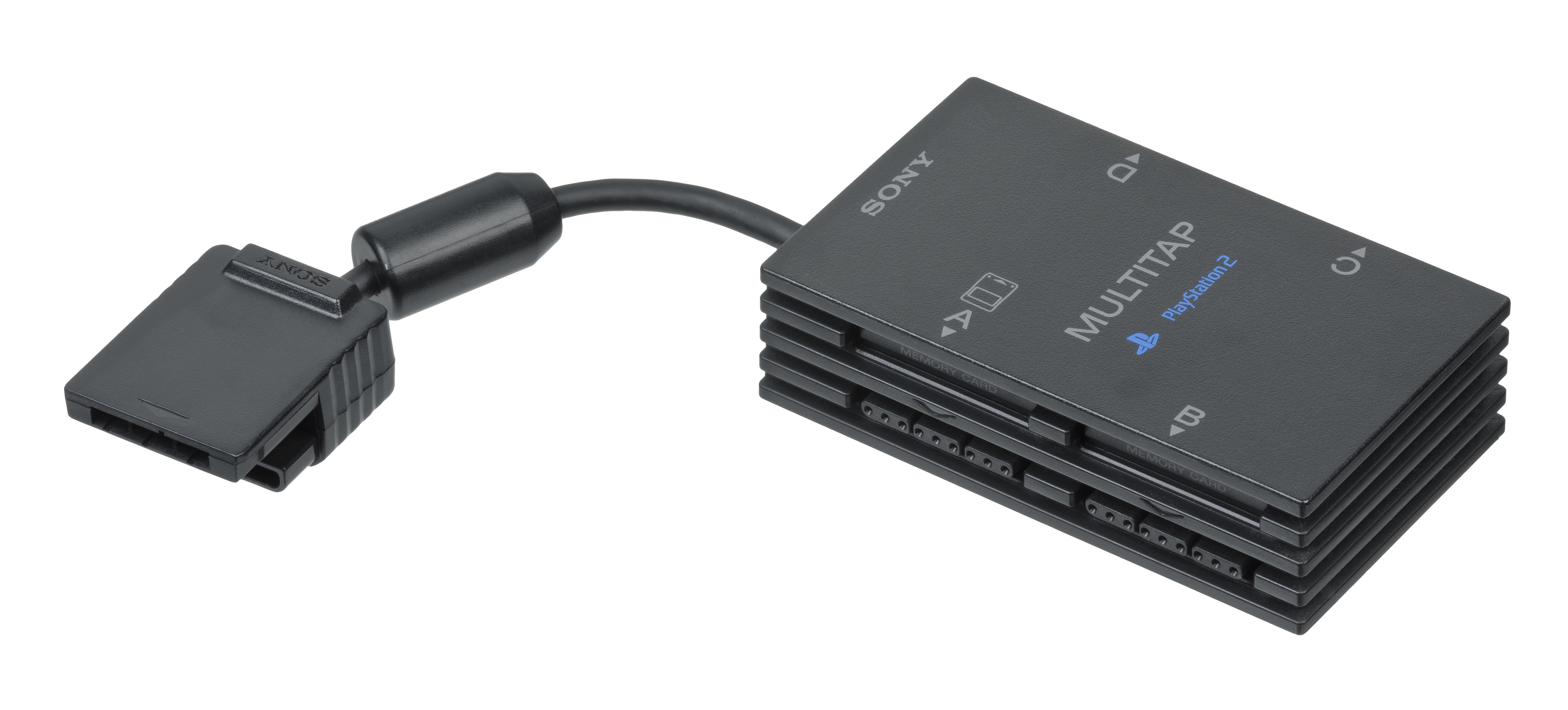
Un Multitap officiel pour PlayStation 2

Le PlayStation Multitap est un adaptateur périphérique pour la console PlayStation permettant de connecter jusqu'à 4 manettes de jeu. Insérable dans l'une des deux fentes pour manettes de la console, deux Multitap peuvent être connectés en même temps afin de regrouper jusqu'à 8 manettes.
Il existe deux modèles de deux couleurs différentes (les gris et les blancs) qui sont tous deux compatibles avec la PlayStation et la PSone, ainsi qu'avec le premier modèle de la PlayStation 2.

## Jeux compatibles avec le PlayStation Multitap
1-3 joueurs
- Capcom Generations 4: Blazing Guns
- Captain Commando
- Rampage Through Time
- Rampage 2: Universal Tour

1-4 joueurs
- Actua Golf
- Adidas Power Soccer
- Atari Collection 2 (Gauntlet)
- Battle Hunter
- Blast Chamber
- Blaze and Blade: Eternal Quest
- Blaze and Blade Busters
- Blood Lines
- Brian Lara Cricket
- CART World Series
- Crash Bash
- Crash Team Racing
- Circuit Breakers
- College Slam
- Devil Dice
- Fantastic Four
- Grand Tour Racing '98
- Hunter x Hunter: Maboroshi no Greed Island
- International Track and Field: Summer Games
- International Superstar Soccer 98
- Iwatobi Penguin (Japon)
- Iwatobi Penguin 2 (Japon)
- Japan Pro Wrestling 2 (Japon)
- Les Cochons de guerre
- Mario Andretti Racing
- NBA Hang Time
- NBA Hoopz
- NBA in the Zone
- NBA Jam Extreme
- NBA Jam TE
- NBA Showtime: NBA on NBC
- Need for Speed: Porsche 2000
- NFL Blitz (2000 et 2001)
- NHL Open Ice
- Olympic Soccer
- Panzer Bandit
- Pitball
- Poy Poy
- Quake 2
- Rally Cross
- Running Wild
- SD Gundam: G Century (Japon)
- Slam N Jam '96
- Sled Storm
- Speed Freaks
- Striker 96
- Syndicate Wars
- Tales of Destiny (Coop battle)
- Tales of Destiny 2 (Coop battle)
- Tales of Phantasia (Coop battle)
- Team Buddies
- Tetris X (Japon)
- Twisted Metal III
- Twisted Metal 4
- Thrill Kill
- Wu-Tang: Shaolin Style
- WWF In Your House
- WWF Warzone

1-5 joueurs
- Bomberman World

1-8 joueurs
- Micro Machines V3
- Micro Maniacs
- Madden NFL 99
- FIFA 2000